# Ngụy Huệ Thành vương
Ngụy Huệ Thành vương (chữ Hán: 魏惠成王; trị vì: 369 TCN - 319 TCN) hay 369 TCN - 335 TCN) còn gọi là Ngụy Huệ vương (魏惠王) hay Lương Huệ vương (梁惠王), tên thật là Ngụy Oanh hay Ngụy Anh (魏罃), là vị vua thứ ba của nước Ngụy - chư hầu nhà Chu trong lịch sử Trung Quốc.
Ông là con trưởng của Ngụy Vũ hầu, vua thứ hai của nước Ngụy.

## Tranh giành ngôi vua
Năm 370 TCN, Ngụy Vũ hầu qua đời mà vẫn chưa lập thái tử, khiến cho các vị công tử tranh giành quyết liệt, nước Ngụy rối loạn. Tháng 7 năm đó, Ngụy Oanh đem quân đánh công tử Hoãn (公子緩), Hoãn chạy sang nước Triệu. Triệu Thành hầu liên kết với Hàn Ý hầu đem quân đánh Ngụy Oanh để đưa Ngụy Hoãn về nước. Năm 369 TCN, Ngụy Oanh thất bại trong trận Trọc Trạch trước liên quân Hàn-Triệu và bị vây khốn. Tuy nhiên sau đó giữa Triệu và Hàn nảy sinh bất hoà. Triệu Thành hầu muốn giết Ngụy Oanh rồi đưa công tử Hoãn làm vua, rồi ép cắt đất chia cho Hàn và Triệu nhưng Hàn Ý hầu cho rằng làm thế sẽ bị đàm tiếu là tàn bạo, lấy đất của Ngụy sẽ mang tiếng là tham lam, nhưng Triệu hầu không nghe. Rốt cuộc cả Triệu và Hàn đều lui binh, để lại một mình công tử Hoãn. Ngụy Oanh chớp lấy thời cơ phản công, giết Ngụy Hoãn, rồi tự lập làm vua, tức Ngụy Huệ Thành hầu (hoặc Ngụy Huệ hầu).
Sử ký cho rằng: Ngụy Huệ Thành hầu sở dĩ thân không mất, nước không bị chia cắt, là vì hai nước kia mưu sự bất hòa. Nếu làm theo kế của một trong hai nước thì Ngụy đã bị phân chia. Nên mới nói: "Vua mất mà chưa lập con đích, nước có thể bị phá."
Năm 368 TCN, không rõ nguyên nhân tại sao, tướng quốc nước Ngụy là Vương Thác trốn sang nước Hàn, Huệ hầu lại phong cho Công Thúc Tọa chú mình làm tướng quốc.

## Thiên đô Đại Lương
Tháng 4 năm 361 TCN, Ngụy Huệ hầu muốn hùng bá Trung Nguyên bèn thiên đô từ An Ấp sang Đại Lương. Từ đó nước Nguỵ còn được gọi là nước Lương.
Năm 360 TCN, Công Thúc Tọa sắp mất, thấy có một người khách là Thương Ưởng có tài bèn tiến cử lên Huệ hầu nhưng ông không dùng, sau đó Thương Ưởng trốn sang nước Tần, được trọng dụng.

## Chiến tranh với các nước
Năm 368 TCN, Ngụy Huệ hầu cử Công Thúc Tọa đem quân giao chiến với nước Hàn và nước Triệu ở Quái Bắc, bắt tướng Triệu là Nhạc Lộ. Ngụy Huệ hầu vui mừng, thân hành ra đón tiếp Công Thúc Tọa, thưởng cho mẫu đất bổng lộc.
Năm 367 TCN, quân Ngụy thất bại trước quân Tề ở Ngã Quân. Năm 365 TCN, Ngụy Huệ hầu cùng Hàn Ý hầu hội minh ở Trạch Dương. Năm sau, ông đem quân đánh nước Tống, chiếm đất Nghi Đài.
Năm 361 TCN, quân Ngụy đánh bại quân Hàn ở đất Quái. Cùng năm đó, Ngụy và Tần phát sinh chiến tranh, quân Tần đánh thắng quân Ngụy ở Thiếu Lương, bắt sống tướng Ngụy là Công Tôn Tọa. Năm sau, Ngụy Huệ hầu đem quân đánh Triệu, chiếm đất Bì Lao.
Năm 357 TCN, Ngụy Huệ hầu cùng Triệu Thành hầu hội minh ở đất Hạo. Sau đó ông cùng vua các nước Vệ, Tống và Trịnh vào triều kiến thiên tử nhà Chu.
Năm 356 TCN, Ngụy Huệ hầu đem quân đánh nước Triệu, bao vây Hàm Đan, Sở Tuyên vương sai Cảnh Xá cứu Triệu, đánh lui quân Ngụy. Cùng năm đó, ông cùng Tần Hiếu công hội minh ở đất Đỗ Bình rồi đem quân đánh Hoàng Trì nước Tống, buộc nước Tống phải thần phục.
Năm 355 TCN, Triệu đem quân tấn công nước Vệ, Huệ Thành hầu sai quân cứu Vệ, đánh thắng quân Triệu, rồi kéo 10 vạn binh bao vây Hàm Đan, tháng 10 năm đó, Hàm Đan thất thủ, Triệu Thành hầu bỏ chạy. Nước Tề thấy vậy đem quân cứu Triệu, Huệ Thành hầu sai Bàng Quyên ra giao chiến. Tướng Tề là Điền Kỵ bèn đánh Đại Lương để cứu Triệu, buộc Bàng Quyên phải bỏ việc tấn công Triệu để quay về cứu Đại Lương, nhưng bị quân Điền Kỵ đánh đại ở trận Quế Lăng (桂陵之戰), Bàng Quyên bị bắt. Tôn Tẫn nể tình bạn học với Bàng Quyên nên thả về.
Năm 352 TCN, Ngụy liên minh với Hàn đánh bại liên quân các nước Tề, Tống và Vệ. Tề Uy vương phải nhờ nước Sở xin với vua Ngụy cho hoãn binh. Sau đó Ngụy và Triệu giảng hoà.
Tới năm 341 TCN, Ngụy Huệ hầu lại sai Bàng Quyên đem quân đánh Hàn, Hàn cầu cứu Tề. Tướng Tề là Tôn Tẫn dùng kế rút bếp, cứ ngày hôm sau thì lại cho làm ít bếp ở doanh trại hơn so với ngày hôm trước, ngày đầu 10 vạn cái, ngày hôm sau còn 5 vạn cái và đến hôm sau nữa còn 3 vạn cái, khiến Bàng Quyên tưởng rằng quân Tề vì sợ hãi đã bỏ trốn quá nửa, vì vậy Bàng Quyên bỏ bộ binh, chỉ mang theo khinh binh đuổi theo. Về phần mình, Tôn Tẫn cho quân phục ở đường Mã Lăng (馬陵), quân Ngụy lọt vào ổ mai phục và tan vỡ, Bàng Quyên bị giết. Thái tử Thân nước Ngụy cũng bị bắt.
Năm 335 TCN, Ngụy Huệ hầu cùng Tề Tuyên vương hội ở đất A Nam. Năm sau, ông cùng nước Tề hội ở đất Chân.

## Xưng vương, hợp tung chống Tần
Năm 344 TCN, Ngụy Huệ hầu hội 12 nước chư hầu ở Phùng Trạch, sai sứ xin Chu Hiển Vương cho mình đem quân đánh nước Tần. Quân Tần chống không nổi, phải sai Thương Ưởng cầu hoà.
Năm 339 TCN, Tần Hiếu công sai Thương Ưởng đánh Ngụy. Huệ Thành hầu sai công tử Ngang ra ứng chiến. Khi quân Ngụy đến nơi, Ưởng mời công tử Ngang đến uống rượu ăn thề bãi binh. Công tử Ngang đến, lập tức bị quân Tần bắt. Ngụy Huệ hầu cả sợ, sai sứ đến giảng hòa, cắt đất Tây Hà (nay thuộc Thiểm Tây) cho Tần.
Năm 334 TCN, Ngụy Huệ hầu và vua Hàn đến yết kiến Tề Uy vương, tôn vua Tề làm vương. Tề Uy vương không muốn xưng vương một mình, bèn mời vua Ngụy cũng xưng vương, sử gọi là Hội Từ châu tương vương. Từ đó nước Ngụy xưng vương hiệu, gọi là Ngụy Huệ Thành vương (hoặc Ngụy Huệ vương) Sở Uy vương nghe vậy, thấy xưa nay chỉ có nước Sở là chư hầu xưng vương, mà nay Tề và Ngụy cũng dám xưng vương, thì nổi giận, năm 333 TCN đích thân đem quân đánh bại nước Tề.
Năm 330 TCN, Công Tôn Diễn nước Tần mang quân giao chiến với quân Ngụy ở Điêu Dương, đánh bại quân Ngụy, bắt được tướng Ngụy là Long Giả và giết hơn 4 vạn quân Ngụy. Ngụy Huệ vương phải cắt đất Tấn Âm cho nước Tần để cầu hòa.
Năm 329 TCN, Tần Huệ Văn vương ngày càng trọng dụng Trương Nghi, tướng quốc nước Tần là Công Tôn Diễn không còn được tin tưởng, bỏ Tần trốn sang Ngụy, Ngụy Huệ vương phong làm tướng quốc. Diễn lại đề xướng kế sách hợp tung, kêu gọi các chư hầu phía đông nên cùng liên kết để chống lại nước Tần.
Năm 328 TCN, hàng tướng của Ngụy là công tử Ngang mang quân đánh Ngụy, chém 8 vạn quân Ngụy. Ngụy Huệ vương sợ sức mạnh của nước Tần, phải dâng 15 huyện thuộc Thượng Quận cho nước Tần. Cùng năm đó, Huệ vương cùng vua Tần hội ở đất Ứng. Cùng năm đó, ông đem quân đánh nước Sở, đánh thắng quân Sở ở Hình Sơn.
Năm 327 TCN, Tần Huệ Văn vương sai Trương Nghi đi sứ nước Ngụy, Trương Nghi đề nghị Ngụy cùng Tần đổi đất cho nhau: Ngụy cho Tần đất Thượng Quận, đổi lại nước Tần trao Bồ Dương, Khúc Ốc cho Ngụy.
Năm 325 TCN, Ngụy Huệ vương hội với Hàn Uy hầu tại Sa Cối, tôn vua Hàn làm vương, tức Hàn Tuyên Huệ vương.
Năm 325 TCN, vua Tần xưng vương, tức Tần Huệ Văn vương, sai sứ sang liên minh với nước Tề và nước Sở. Trước tình hình đó, Công tôn Diễn và Ngụy Huệ vương hội kiến với vua các nước Hàn, Triệu, Yên và Trung Sơn. Tại cuộc hội kiến này, 3 nước Yên, Triệu và Trung Sơn chính thức xưng vương và được Hàn, Ngụy công nhận. Đó là sự kiện "5 nước cùng xưng vương" ("Ngũ quốc tương vương"), tiến hành hợp tung, thực hiện một mặt trận liên hợp để chống khối liên minh của Tần.
Cuối năm 323 TCN, Sở Hoài vương mang quân tấn công phía nam nước Ngụy. Tướng Sở là Chiêu Dương đánh bại quân Ngụy ở Tương Lăng, chiếm đóng 8 ấp của Ngụy.
Năm 322 TCN, Trương Nghi muốn phá bỏ hợp tung bèn sang Ngụy, khuyên Huệ vương liên minh với Tần. Bấy giờ, Ngụy Huệ vương đã ngán ngại dụng binh, bèn trọng dụng Trương Nghi, phong làm tướng quốc. Công Tôn Diễn trốn sang nước Hàn.
Sau đó Huệ vương phát hiện mưu đồ của Tần nên không liên minh nữa. Tần Huệ Văn vương bèn đem quân đánh Ngụy. Năm 319 TCN, Huệ vương mời Công Tôn Diễn trở về làm tướng quốc.

## Qua đời
Về năm mất của Ngụy Huệ vương, sử sách ghi chép khác nhau. Theo Sử ký, thiên Ngụy thế gia thì Ngụy Huệ vương mất năm 335 TCN, thọ 66 tuổi, ở ngôi 36 năm. Còn theo Chiến Quốc sách thì năm mất của ông là 319 TCN, thọ 80 tuổi. Sau khi Huệ vương qua đời, con trai ông là Ngụy Tự nối ngôi, tức Ngụy Tương Ai vương. Sử ký không cho rằng ông xưng vương hiệu khi còn sống, mà người hội xưng vương ở Từ Châu là Ngụy Tương vương.